# Sh2-116
Sh2-116 è una piccola nebulosa a emissione visibile nella costellazione del Cigno.
Si individua nella parte settentrionale della costellazione, circa 3° a nordovest della brillante stella Deneb e sul bordo settentrionale della ben più estesa nebulosa Sh2-115; il periodo più indicato per la sua osservazione nel cielo serale ricade fra i mesi di luglio e dicembre ed è notevolmente facilitata per osservatori posti nelle regioni dell'emisfero boreale terrestre.
Questa nebulosa possiede una forma circolare, al punto che nel catalogo Sharpless è indicata come una possibile nebulosa planetaria; in effetti tale è stata creduta anche successivamente, al punto che riporta diverse designazioni di cataloghi di nebulose planetarie. Uno studio del 1991 ha tuttavia chiarito che si tratta in realtà di una regione H II: osservandola attraverso un filtro Hα infatti presenta le caratteristiche tipiche di altre piccole regioni H II, come NGC 2359, mentre attraverso il filtro OIII non si rileva quasi alcuna emissione. Nonostante questo studio, la sua distanza resta tuttora ignota.